# 斯瓦洛維奇
51°52′5″N 25°38′4″E / 51.86806°N 25.63444°E
斯瓦洛維奇（烏克蘭語：Сваловичі），是烏克蘭的村落，位於該國西部沃倫州，由卡明-卡希尔斯基区負責管轄，面積0.23平方公里，海拔高度145米，2023年人口12，人口密度每平方公里269.57人。